# سناغجا
سناغجا (بالإنجليزية: Xangzha)‏ هي منطقة سكنية تقع في الصين في أزمة التبت والصين. يقدر عدد سكانها بـ
- نسمة .